# Eliza Parsons
Eliza Parsons (Geburtsname Eliza Phelp; * 1739 in Plymouth, Devon, England; † 5. Februar 1811 in Leytonstone, Essex, England) war eine englische Schriftstellerin, die zu ihren Lebzeiten vor allem durch die im Verlag Minerva Press von William Lane verlegten Romane wie The Castle of Wolfenbach bekannt war.

## Leben
Die als Tochter des Weinhändlers John Phelp geborene Eliza Parsons begann erst nach dem Tode ihres Ehemanns 1790 ihr schriftstellerisches Debüt, um dadurch den Lebensunterhalt für sich und ihre acht Kinder bestreiten zu können.
Nach ihrem zweibändigen Romandebüt The History of Miss Meredith (1790) erschien 1793 ihr bekanntester Roman The Castle of Wolfenbach ebenfalls in zwei Bänden beim Verlag Minerva Press.
Die von Lane verlegten Bücher imitierten die Romane der damals sehr beliebten Erfolgsautorin Ann Radcliffe, welche die empfindsamen Liebesromane in der Tradition von Samuel Richardsons Pamela (1740) mit Motiven der Schauerromane verknüpfte. Dabei überzeichneten die Romane der Minerva Press jedoch die sensationellen und sentimentalen Momente, um einen möglichst großen Effekt beim Leser zu erzielen. Der Verlag wurde mit seinen Romanen geradezu zum Inbegriff dieses Genres und stand somit im Zentrum der Kontroverse, die diese Literatur auslöste. Die meisten der damals so erfolgreichen, zumeist im Akkord geschriebenen und oft anonym veröffentlichten, Romane sind heute samt ihren Autorinnen wie Eliza Parsons und Regina Maria Roche in Vergessenheit geraten.
Zu ihren weiteren Romanen gehören:
- Woman as She Should Be (1793)
- The Mysterious Warning: A German Tale (1796)
- Women as They Are (1797)
- The Girl of the Mountain (4 Bände, 1797)
- An old Friend with a new Face (3 Bände, 1797)
- Anecdotes of Well-Known Families (1798)
- The Valley of St. Gothard (1799)
- The Miser and his Family (4 Bände, 1800)
- The Peasent of Ardenne Forest (4 Bände, 1801)
- The Mysterious Visit (1802)
- Love and Gratitude (1804)
- Murray House (3 Bände, 1804)
- The Convict or Navy Lieutenant (1807)